# 怀特盗龙属
怀特盗龙（属名：Vectiraptor，意为“怀特岛的盗贼”）是英国早白垩世威塞克斯组的一属驰龙科恐龙，模式种兼唯一种是格氏怀特盗龙（V. greeni），所知于部分背椎及骶骨。

## 发现与命名

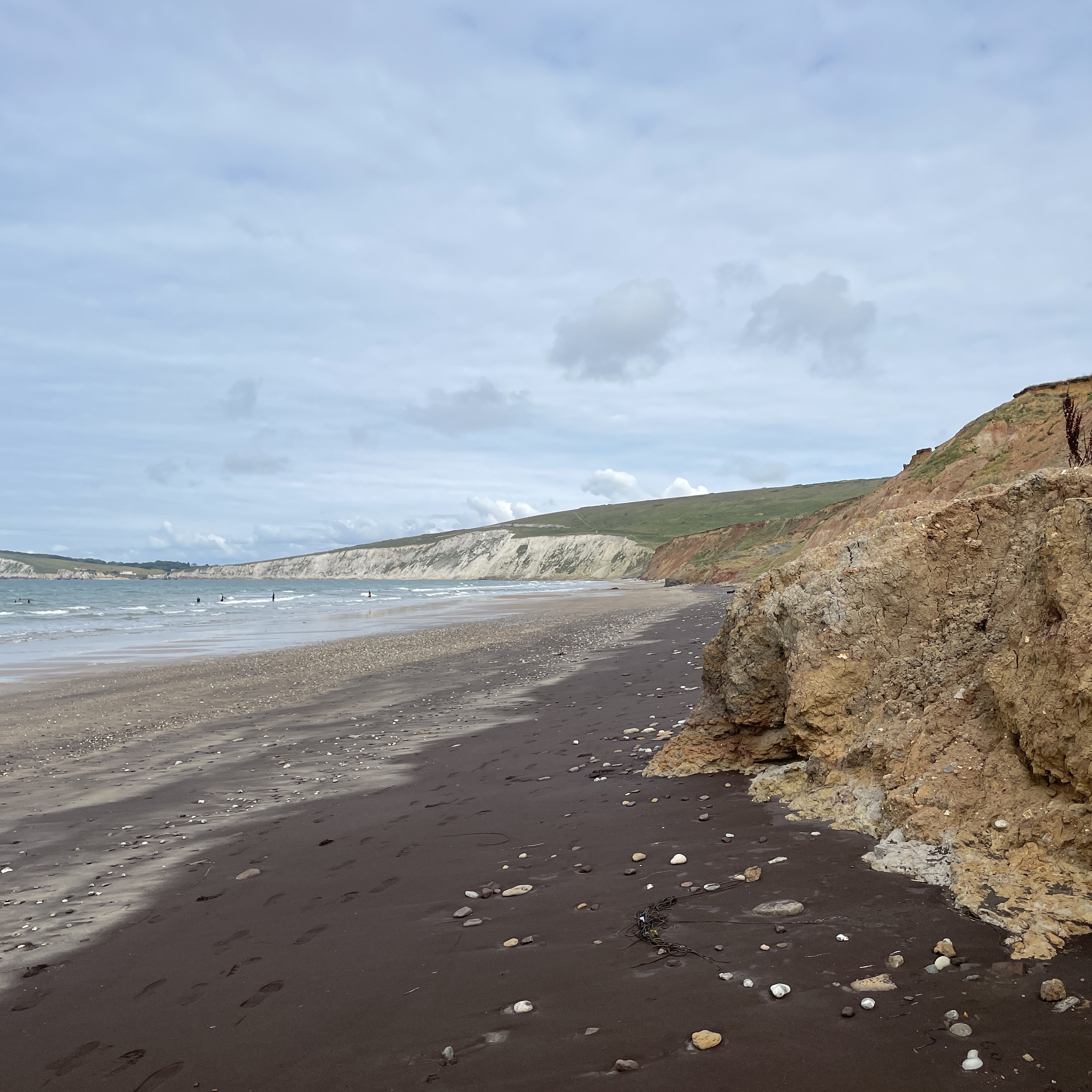
怀特岛康普顿湾的威塞克斯组露头

怀特盗龙化石由业余古生物学家米克·格林（Mick Green）于2014年在怀特岛康普顿湾（Compton Bay）的威塞克斯组岩层中首次发现。正模标本IWCMS. 2021.31.1-3由两节背椎组成，后来尼克·凯斯（Nick Chase）又发现三节椎骨的部分骶骨（IWCMS. 2021.31.2）。所有化石都是在短时期内发现，且各自的发现地点仅相差几米，因此被确认属于正模标本。正模标本为成年个体，根据骨骼生长线估计其年龄为20至30岁。化石现已捐赠给怀特岛博物馆（Isle of Wight County Museum）。
2021年，模式种格氏怀特盗龙（Vectiraptor greeni）由尼克·朗里奇（Nicholas Longrich）、大卫·马提尔（David Michael Martill）和梅甘·雅各布（Megan Jacobs）正式命名，属名取自拉丁语Vectis（怀特岛）和raptor（盗贼），种名greeni纪念首次发现化石的米克·格林。
之前怀特岛已发现大量驰龙科牙齿，如IWCMS.2002.1、IWCMS.2002.3、IWCMS.2002.4和BMNH R 16510，描述者认为这些牙齿属于怀特盗龙，尽管它们从未被正式归类。

## 描述
怀特盗龙的体长估计为2.5至3米。

体型比较

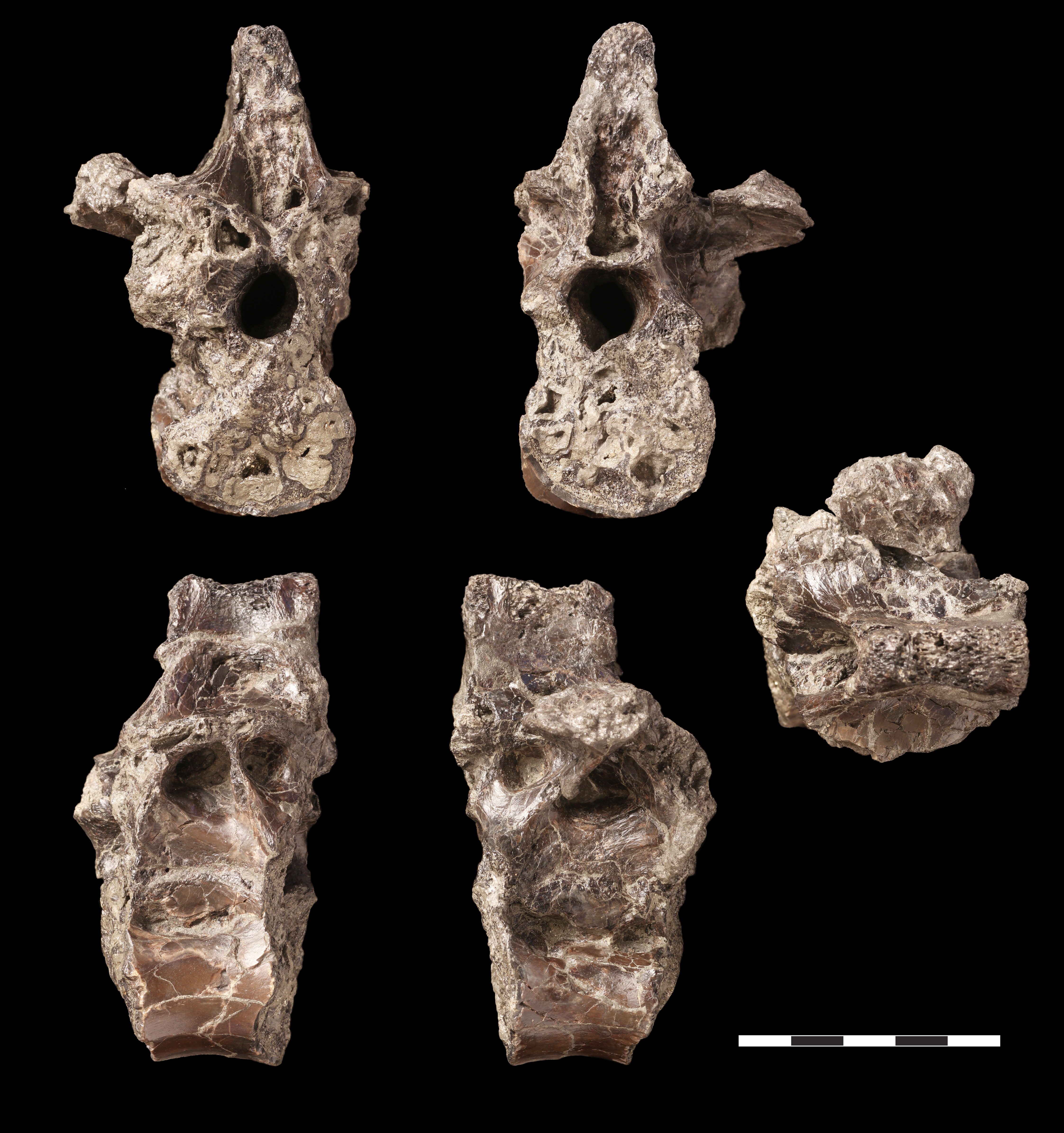
后段背椎

正模标本包括两节背椎和部分骶骨，尽管残缺不全，但存在驰龙科独有的各种特征，包括相对较短且巨大的椎骨、高大的神经棘和细长肋骨上的关节面。
作者建立了两个自衍征或独特特征：①前段背椎侧突下侧常见的三角形深凹被一个额外的嵴分隔；②神经棘坚固，具有宽而粗糙的凹陷用于连接韧带。
椎骨存在大量气腔。背椎有侧凹，呼吸系统的气腔通过这些侧凹嵌入椎体，形成大型驼峰状气腔空间。后关节突也嵌入神经弓。椎体顶部的神经沟后扩张。骶骨缺少侧凹，具有海绵状骨结构。融合的神经沟极为宽阔，可能容纳气室，该气室通过两者部分融合的神经弓之间的空间嵌入椎骨。

## 种系发生学
大量特征――包括该动物的巨大尺寸、较短的背椎、后段背椎上存在气腔及侧面有韧带印痕的高而窄的神经棘――表明怀特盗龙属于真驰龙类或与真驰龙类相关的演化支。其与北美驰龙科的相似之处表明北美和欧洲之间存在物种交换。